# Waldemar Wojda
Waldemar Wojda es un deportista polaco que compitió en remo. Ganó una medalla de plata en el Campeonato Mundial de Remo de 1986, en la prueba de cuatro scull.

## Palmarés internacional
| Campeonato Mundial | Campeonato Mundial       | Campeonato Mundial | Campeonato Mundial |
| Año                | Lugar                    | Medalla            | Prueba             |
| ------------------ | ------------------------ | ------------------ | ------------------ |
| 1986               | Nottingham (Reino Unido) | Medalla de plata   | Cuatro scull       |